# Emo Girl
Emo Girl è un singolo del cantante statunitense Machine Gun Kelly, pubblicato il 4 febbraio 2022 come secondo estratto dal sesto album in studio Mainstream Sellout.

## Video musicale
Il video è stato reso disponibile il 9 febbraio 2022 sul canale YouTube del cantante.